# Roses écarlates
Pour plus de détails, voir Fiche technique et Distribution.
Roses écarlates (Rose scarlatte) est un film italien réalisé par Giuseppe Amato et Vittorio De Sica, sorti en 1940. Il s'agit du premier film réalisé par Vittorio De Sica qui avait participé en 1936 à la pièce de théâtre dont le film est adapté.

## Fiche technique
- Titre original : Roses écarlates
- Réalisation : Giuseppe Amato et Vittorio De Sica
- Scénario : Aldo De Benedetti d'après sa pièce de théâtre
- Musique : F. Ermini et Renzo Rossellini
- Photographie : Tamás Keményffy
- Montage : Maria Rosada
- Production : Giuseppe Amato et Angelo Rizzoli
- Société de production : Era Film
- Pays :  Royaume d'Italie
- Format : 35 mm, noir et blanc, son mono, rapport de forme : 1.37 : 1, procédé cinématographique : sphérique
- Genre : Comédie
- Durée : 65 minutes
- Dates de sortie : 
  - Royaume d'Italie : 16 avril 1940
  - France : 4 février 1942

## Distribution
- Vittorio De Sica : Alberto Verani
- Renée Saint-Cyr : Maria Verani
- Umberto Melnati : Tommaso Savelli
- Vivi Gioi : Clara
- Luisella Beghi : Rosina, la femme de chambre
- Rubi Dalma : la comtesse
- Carlo Ranieri : le jardinier
- Livia Minelli : la fleuriste
- Olga von Kollar
- Aristide Garbini